# سلفادور مازا

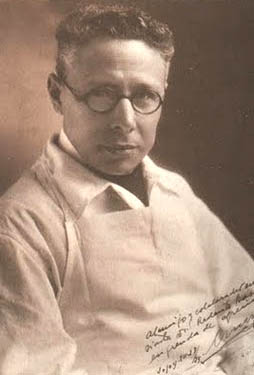
سلفادور مازا

سلفادور مازا (بالإسبانية: Salvador Mazza)‏(6 يونيو 1886 - 9 نوفمبر 1946) هو طبيب أرجنتيني وعلماً وبائيًا مشهورًا، وقد اشتهر بخطواته في المساعدة على السيطرة على الأمراض المتوطنة المثقبية الأمريكية بين أغلبية الريفيين الفقراء في أوائل القرن العشرين بأمريكا الجنوبية.

## حياته وعمله

### وظيفته السابقه
ولد مازا في Rauch، وهي بلدة بامباس الصغيرة، إلى فرانشيسكو مازا وجيسيبا الفيز (كلا المهاجرين من صقلية)، في عام 1886. تم قبول ماز الطالب المستجد في المدرسة الإعدادية العامة المرموقة، Colegio Nacional de Buenos Aires، في سن العاشرة. بعد التخرج تقدم بطلب للتجنيد في الأكاديمية البحرية الأرجنتينية. ولكن تم رفضه لأسباب طبية. التحق، بدلا من ذلك، في كلية الطب بجامعة بوينس آيرس (UBA)، وتخرج في عام 1903.
وأثناء دراسته للدراسات العليا، وافق على وظيفة مفتش الصحة في مقاطعة بوينس آيرس الريفية في ذلك الوقت، حيث ركز على الوقاية من الأمراض والتطعيم. بعد تخرجه عام 1903، تخصص في علم الأحياء الدقيقة وعلم الأمراض. قام بتنظيم وإخطار الحجر الصحي للملاحين والمصابين في جزيرة مارتين غارسيا، وقام بعد ذلك بإتمام فترة تخصصه الطبية في عدد من المستشفيات الأوروبية قبل حصوله على درجة الدكتوراه في الطب والعودة إلى الأرجنتين في عام 1910. التقى بزميلته الإيطالية الأرجنتينية، كلوريندا بريجيدا رازوري، وتزوجا في عام 1914، مما خلق شراكة مهنية دائمة، كما في الزواج.
بداية الحرب العالمية الأولى عاد مازا إلى أوروبا، حيث تم تكليفه عام 1916 من قبل الجيش الأرجنتيني لدراسة أزمة الأمراض المعدية في الإمبراطوريتين الألمانية والإمبراطورية النمساوية المجرية. هناك، أصبح صديقا لعالم الأوبئة البرازيلي المعروف كارلوس شاغاس، الذي اكتشف في عام 1909 مرض التريبانوزوما الأمريكي. عُيّن مازا مديرًا لمختبرًا بالمستشفى السريري وعميد دورة البكتريولوجيا في UBA، في عام 1920. سافر مع زوجته إلى فرنسا في عام 1923، وقبل دعوة اختصاصي البكتيريا تشارلز نيكول إلى فرع معهد باستير في الجزائر العاصمة، حيث درسوا. أساليب نيكول في علاج التيفوس (حصل نيكول لاحقاً على جائزة نوبل في الطب على جهوده). بالعودة إلى الأرجنتين في عام1925، تم منح مازا منصبًا بارزًا في عيادة UBA الجراحية وبعد ذلك بفترة وجيزة دعت نيكول إلى بوينس آيرس، حيث ناقشوا الحاجة إلى اتخاذ إجراءات أكثر قوة ضد الأمراض المعدية التي تؤثر على فقراء البلد.

## النضال ضد المرض والمواجهة بالصد
أسفرت هذه المناقشات عن دعم من عميد كلية التشريح، الدكتور خوسيه ارسي، لإنشاء بعثة طبية في شمال الأرجنتين. أُنشئت بعثة دراسة الأمراض الإقليمية (MEPRA) في مقاطعة خوخوي الإقطاعية في ذلك الوقت، في فبراير 1926. وأجرى مختبر مازا في إحدى عربات السكك الحديدية دراسات حول داء المثقبيات وداء الليشمانيات، من بين أمراض أخرى. نشر التقارير المنتظمة، وتم نقل المختبر المتنقل من قرية إلى قرية ليس فقط لإعلام السكان الأميين عن طبيعة الأمراض الشائعة ؛ ولكن أيضا للمساعدة في السيطرة على ناقلات الأمراض المعروفة ترياتوما المسترغلة، وهي خنفساء معروفة محليا باسم winchuka (vinchuca). أدى موت الكلب بسبب اعراض ظاهرة عليه في عام 1926 في نهاية المطاف إلى تأكيدمازا لوجود الممرض السببي، التريبانوسوما الكروزية، في الأرجنتين، في عام 1927.
أنشأ مازا الجمعيات العلمية في سبع محافظات شمالية في فترة 1926-1927 للمساعدة في تنسيق دراساته ونشر المعلومات. وقد ساعده، أشخاص اخرين، كالدكتور غييرمو باترسون، وهو عالم الوبائيات الأرجنتيني المعروف بعمله في مكافحة الملاريا. ومع ذلك، واجهت جهوده الصد، ثم المقاومة من طبقة النبلاء في المنطقة، الذين رأوا عموما القذارة والأمراض المعدية كمظهر خارجي، وخشوا من أن جهود مازا قد تؤدي إلى ثورة الفلاحين. وكانت حملته الرامية إلى حرق أسقف من القش في المناطق الريفية، وهي موطن للبيينتشوكاس، مثيرة للجدل بشكل خاص. وعلاوة على ذلك، أدت الفاشية، عام 1930 انقلاب ضد الرئيس هيبوليتو يريجوين، إلى القضاء على تمويل MEPRA في العام التالي، بعد ذلك حافظ مازا على المرفق مع التبرعات وأمواله الخاصة. وقد أجبرت جهوده المجتمع الطبي في أمريكا الجنوبية على قبول صحة التريبانوسوما (مما جعله الموضوع الخاص للمؤتمر الوطني السادس للطب المرموق، في عام 1939)، وأسفر عن أول وصف تفصيلي للديناميكية بين الظروف المعيشية، داء المثقبيات، وناقل الحشرات.
رسالة في عام 1942 إلى العالم الإسكتلندي الشهير، الدكتور ألكسندر فليمنغ، أدى إلى تعاونه في تأسيس عام 1943 لأول شركة تصنيع بنسلين الأرجنتينية - على الرغم من رفض الحكومة المستمر للدعم. في عام 1944، نشرت منظمة MEPRA 551 مقالة في المجلات التي يراجعها الأقران (بما في ذلك 482 من قبل مازا، نفسه). ثم تمت دعوته إلى المؤتمر الدولي الأول للبروسيلا، في مونتيري بالمكسيك، في نوفمبر 1946.
في 9 نوفمبر 1946، تعرض الدكتور سلفادور مازا لنوبة مفاجئة وشديدة من انخفاض ضغط الدم، مما أدى إلى وفاته في سن الستين. وكان موته النتيجة المرجحة لداء المثقبيات، وهو المرض الذي نجح إلى حد كبير في السيطرة عليه في الأرجنتين.
ظلت MEPRA قيد التشغيل حتى اضطرت الموازنات المستمرة لإغلاق آخر مختبز لها، وهو مرفق من غرفتين في قسم La Paternal في بوينس آيرس، في عام 1959. القصة كانت درامية بالنسبة للسينما الأرجنتينية في عام 1995 من قبل خوان باوتيستا Stagnaro في كاساس دي فويغو ("منازل النار")، حيث قام ميغيل أنغيل سولا (Soluel Ángel Sola) بتصوير عالم الأوبئة الشهير.